# Anno 2205
 (août 2017).
Si vous disposez d'ouvrages ou d'articles de référence ou si vous connaissez des sites web de qualité traitant du thème abordé ici, merci de compléter l'article en donnant les références utiles à sa vérifiabilité et en les liant à la section « Notes et références ».
Anno 2205 est un jeu vidéo de gestion et de stratégie en temps réel édité par Ubisoft et sorti le 3 novembre 2015 sur Microsoft Windows.

## Scénario
Bienvenue en 2205. voilà un siècle, l’Humanité s’est élancée vers les étoiles pour peupler la lune à l’occasion de la première vague de colonisation lunaire. Ce nouveau monde tout en nuances de gris offrait aux habitants de la terre des ressources à profusion et de nouvelles technologies, mais les grandes corporations en voulaient toujours plus. Bientôt, la course pour contrôler cette nouvelle source de richesse déchaîna le chaos et le gouvernement mondial fut contraint de limiter les droits d’exploitation minière. Une entreprise d’état, le consortium d’excavation lunaire, fut alors créée pour se substituer à toutes les entreprises privées. Mais bientôt, le gouvernement mondial fut sollicité par d’autres projets et le consortium fut livré à lui-même. Abandonnés, les habitants de la lune tournèrent le dos à la terre. De même, sur terre, le consortium fut bien vite oublié. Néanmoins, à l’aube du XXIIIe siècle, l’énergie et les ressources se sont raréfiées ; l’Humanité n’a d’autre choix que de préparer une nouvelle incursion sur la lune.
C’est l’opportunité de toute une vie. Global Union, l’incarnation du gouvernement mondial, a rouvert la lune aux corporations privées, avides de développer leurs activités au-delà des frontières de la terre. Vous êtes à la tête d’une start-up inconnue, outsider du futur programme de licence lunaire. Pourtant, Samantha Beaumont, secrétaire générale de Global union et directrice du programme de licence lunaire, a milité pour votre participation. Mais vous n’êtes pas sans rivaux. Le Big Five regroupe les corporations les plus grandes et influentes du monde. Publiquement, elles s’en tiennent scrupuleusement aux bonnes mœurs commerciales, mais toutes poursuivent leurs propres intérêts économiques. Des rumeurs de concertation se répandent tandis qu’elles exercent leur monopole sur leurs secteurs d’activité respectifs. De leur côté, les habitants de la lune sont bien décidés à protéger leur indépendance. 

### Corporations rivales
Ibarra-FoxCom est une mégacorporation née de la fusion des deux entreprises leaders sur le marché des technologies, ce qui suscite à l’occasion certains désaccords en interne. Ils entretiennent de très nombreux établissements de recherche qui développent les gadgets de demain.
Cassian Industries est une corporation surpuissante, leader du secteur de l’industrie lourde. leur capacité à survivre aux turbulences qui ont succédé à la première vague de colonisation lunaire a imposé l’admiration, mais n’a pas éteint pour autant les rumeurs quant à leur lobbyisme implacable et leurs méthodes sournoises.
Usoyev Inc. est le membre le plus ancien du Big five, et le plus soucieux de ses traditions. leur domaine d’activité historique est l’industrie chimique, mais face à la raréfaction des carburants fossiles, ils doivent se renouveler et rejoindre la course à la lune.
D’après la rumeur, Lei Sheng Electricity serait aux abois. Malgré leur reconversion dans les énergies renouvelables, ils accusent toujours un retard certain sur leurs concurrents. pour autant, leur réseau d’informations n’est pas à sous-estimer.
Depuis peu, Saayman International connaît une réussite inespérée. cette jeune corporation s’enorgueillit de ses progrès et innovations dans l’industrie alimentaire.

## Système de jeu
Anno 2205 reprend le même système de jeu que les précédents de la série. Il faut entretenir une population suffisamment importante et la faire évoluer pour débloquer de nouvelles structures qui, à leur tour, permettent de satisfaire de nouveaux besoins et de faire évoluer les habitants. Un système de combat est possible, mais pas sur la même carte que celle où est construite la cité. Le joueur n'a donc pas à redouter une invasion militaire ni à craindre de se faire dépasser par un concurrent pour la possession des différentes îles de sa carte. La nouveauté vient de ce qu'il est possible de choisir trois missions pour chacune des trois régions existantes. Les ressources des différentes régions sont indispensables pour mener la colonie à son maximum. Il faut donc créer des routes commerciales entre elles. 
La région tempérée est celle où débute la partie. Il est possible d'y exploiter des produits agricoles et certains minerais. L'approvisionnement en eau potable est un problème qui peut gêner l'expansion de la population, d'autant plus que les sites de captage sont limités. Les habitants y sont ouvriers, opérateurs, cadres ou investisseurs. 
La région arctique est dirigée par des scientifiques qui ont reconstitué le climat mondial. Ils conditionnent l'exploitation à des normes strictes. Si l'approvisionnement en eau n'y est pas un problème, il faut en revanche tenir compte du besoin de chauffage pour placer les habitations. L'agriculture y est impossible, remplacée par la pêche. C'est le seul endroit de la planète où l'on trouve encore des combustibles fossiles. Les habitants peuvent y être protecteurs ou scientifiques. 
La région lunaire est la plus hostile. L'installation d'une colonie ne peut se faire que dans les cratères - qui remplacent les îles terriennes - et est tributaire de la production d'oxygène tandis que les infrastructures doivent être protégées des météorites. On peut y exploiter des ressources spéciales telles que l'hélium 3. Les habitants peuvent y être mineurs ou administrateurs. 
La région toundra n'est accessible que dans l'extension du même nom. Elle se caractérise par l'importance des surfaces terrestres (et donc constructibles) par rapport aux autres régions. Cependant, de nombreuses parties de cette étendue sont inexploitables au début de la mission car composées de marais qu'il faut drainer. Les sites d'exploitation de ressources sont également plus rares et plus dispersés sur la carte. Les habitants peuvent y être écologistes ou chercheurs.  

## Contenus supplémentaires
- Wildwater Bay (gratuit), sorti le 25 janvier 2016, ajoute un nouveau secteur au sein de la région tempérée.
- Tundra, sorti le 29 février 2016, ajoute de nouveaux scénarios, quêtes et personnages.
- Orbit, sorti le 20 juillet 2016, ajoute la possibilité au joueur de gérer sa propre station spatiale.
- Frontiers, sorti le 4 octobre 2016, ajoute trois nouveaux secteurs proposant des challenges spécifiques.

## Voix françaises
- Patrick Borg : John Rafferty
- Marie Chevalot : Sam Beaumont
- Sébastien Desjours : Aidan Bhargava
- Cathy Diraison : la femme mystérieuse
- Pierre Dourlens : Virgil Drake
- Philippe Dumond : Howard Young
- Nessym Guétat : Ville Jorgensen
- Lionel Henry : Emem Buhari
- Bruno Magne : Anthony Goodwin
- Kelly Marot : Dr. Hofwegen
- Céline Melloul : Zandra Heynes
- Bernard Métraux : Nic Papadakis
- Bruno Meyere : ADAM
- Thierry Murzeau : Luca Volodin
- Laura Préjean : May Tian

Studio de doublage : Dune Sound
Directeur artistique : Yann Laferrère

## Accueil
| Anno 2205     |      |       |
| Média         | Pays | Notes |
| Canard PC     | FR   | 7/10  |
| Gamekult      | FR   | 5/10  |
| GameSpot      | US   | 50 %  |
| Jeuxvideo.com | FR   | 15/20 |
| PC Gamer US   | US   | 73 %  |